# МТЗ-2

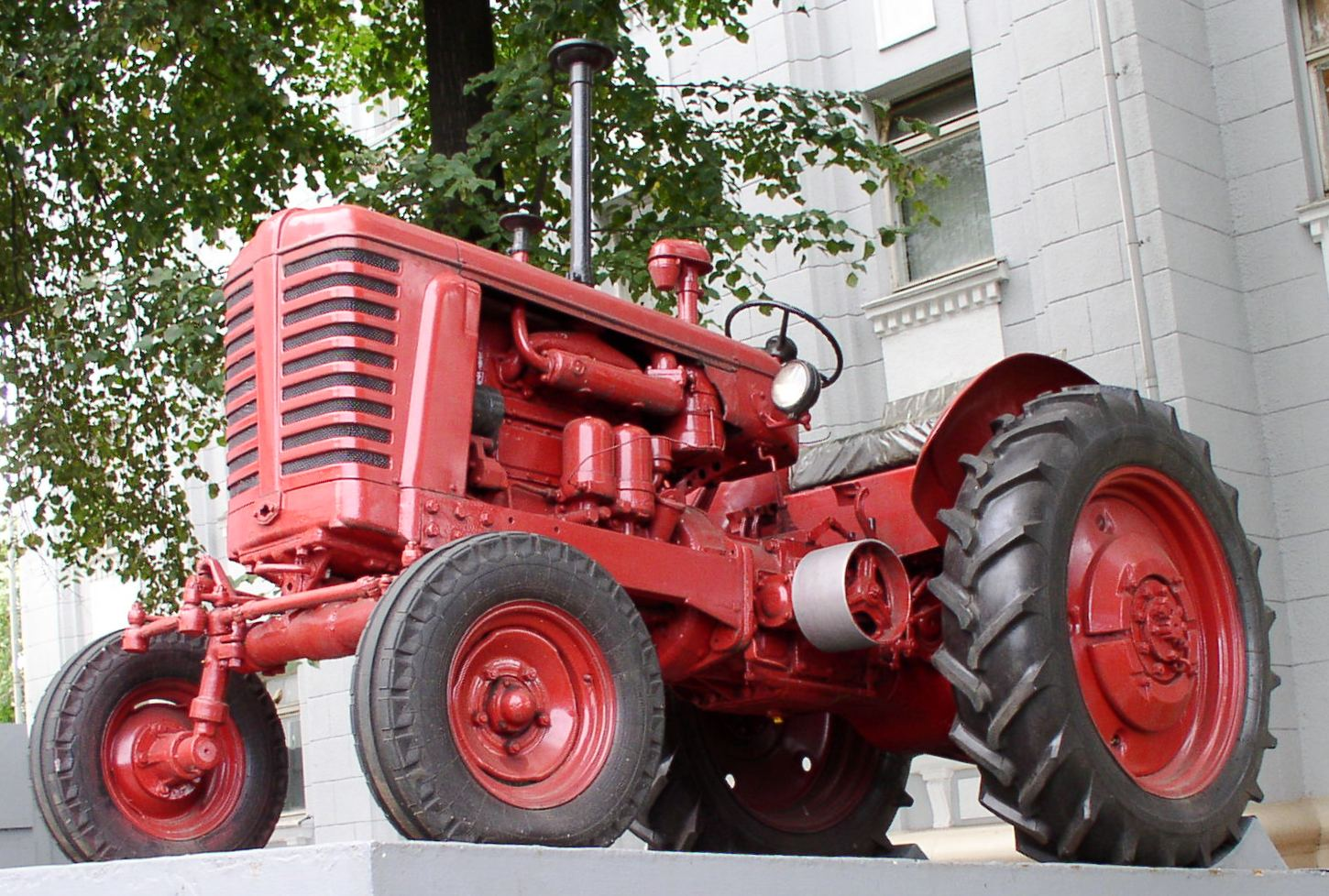
МТЗ-2

МТЗ-2 — колісний універсально-просапний трактор, що вироблявся Південним машинобудівним заводом з 1954 по 1958 рік та Мінським тракторним заводом з 1954 по 1958 рік.
Перший масовий радянський колісний універсально-просапний трактор на пневматичних шинах. Потужність двигуна 27,2 кВт (37 к.с.), Конструктивна маса трактора 3250 кг, максимальна швидкість 3,78 м/с (13 км/год), число передач переднього ходу 5, заднього — 1, питома витрата палива 299,2 г/(кВт·год). Трактор не оснащувався кабіною. У процесі експлуатації було виявлено ряд недоліків, що посприяли до повного переходу до випуску його послідовника, трактора марки МТЗ-5.